# René Rivera
René Rivera (* 31. Juli 1983 in Bayamon, Puerto Rico) ist ein puerto-ricanischer professioneller Baseballspieler in der Major League Baseball und spielt auf der Position des Catchers. Sein erstes Spiel bestritt er für die Seattle Mariners am 22. September 2004. Zurzeit steht er bei den New York Mets unter Vertrag.

## Gehalt
Riveras Gehalt ab 2014 beläuft sich bisher auf 506.400 USD.